# Сан-Мигел-ду-Уэсти (микрорегион)

Сан-Мигел-ду-Уэсти на карте.

Сан-Мигел-ду-Уэсти (порт. Microrregião de São Miguel do Oeste) — микрорегион в Бразилии, входит в штат Санта-Катарина. Составная часть мезорегиона Запад штата Санта-Катарина. 
Население составляет 	174 732	 человека (на 2010 год). Площадь — 	4 253,496	 км². Плотность населения — 	41,08	 чел./км².

## Демография
Согласно сведениям, собранным в ходе переписи 2010 г. Национальным институтом географии и статистики (IBGE), население микрорегиона составляет:						
| Полное население                             | Полное население                             | Полное население                             | Полное население                             | 174 732 |
| -------------------------------------------- | -------------------------------------------- | -------------------------------------------- | -------------------------------------------- | ------- |
| в том числе:                                 | Городское население                          | 101 195                                      | Процент городского населения, %              | 57,91   |
|                                              | Сельское население                           | 73 537                                       | Процент сельского населения, %               | 42,09   |
|                                              | Мужское население                            | 88 113                                       | Процент мужского населения, %                | 50,43   |
|                                              | Женское население                            | 86 619                                       | Процент женского населения, %                | 49,57   |
| Плотность населения, чел/км²                 | Плотность населения, чел/км²                 | Плотность населения, чел/км²                 | Плотность населения, чел/км²                 | 41,08   |
| Население микрорегиона в % к населению штата | Население микрорегиона в % к населению штата | Население микрорегиона в % к населению штата | Население микрорегиона в % к населению штата | 2,80    |

## Статистика
- Валовой внутренний продукт на 2003 составляет 1 646 357 599,00 реалов (данные: Бразильский институт географии и статистики).
- Валовой внутренний продукт на душу населения на 2003 составляет 10 007,88 реалов (данные: Бразильский институт географии и статистики).
- Индекс развития человеческого потенциала на 2000 составляет 0,797 (данные: Программа развития ООН).

## Состав микрорегиона
В составе микрорегиона включены следующие муниципалитеты:
1. Аншиета
2. Бандейранти
3. Барра-Бонита
4. Белмонти
5. Дескансу
6. Дионизиу-Серкейра
7. Гуарасиаба
8. Гуаружа-ду-Сул
9. Ипоран-ду-Уэсти
10. Итапиранга
11. Мондаи
12. Палма-Сола
13. Параизу
14. Принсеза
15. Принсеза
16. Рикеза
17. Ромеландия
18. Санта-Элена
19. Сан-Жозе-ду-Седру
20. Сан-Жуан-ду-Уэсти
21. Сан-Мигел-ду-Уэсти
22. Тунаполис